# Antoine Oudin
Pour les articles homonymes, voir Oudin.
Antoine Oudin, né le 26 février 1595 et mort le 21 février 1653, est un linguiste français du XVIIe siècle. 
Il est le fils de César Oudin, secrétaire et interprète du roi de France Henri IV. Antoine prend la suite de son père à la cour de Louis XIII en tant qu'interprète. 
Envoyé en mission en Italie, le pape Urbain VIII prend en amitié Antoine. En 1651, il donne des leçons d'italien à Louis XIV. 
Il a réalisé plusieurs ouvrages de linguistique et rédigé des dictionnaires bilingues.

## Œuvres
- Curiosités françoises, pour servir de complément aux dictionnaires, ou recueil de plusieurs belles propriétés, avec une infinité de proverbes et de quolibets pour l'explication de toutes sortes de livres (Paris, 1640 ; Rouen, 1649 et 1656)
- Grammaire françoise rapportée au langage du temps (Paris 1633 ; Rouen, 1645)
- Recherches italiennes et françoises, ou Dictionnaire contenant outre les mots ordinaires, une quantité de proverbes et de phrases pour l'intelligence de l'une & l'autre langue. Avec un abrégé de grammaire italienne[1](Paris, 1640)
- Trésor des deux langues espagnole et françoise, ou dictionnaire espagnol-françois et françois-espagnol (Paris, 1645)
- Histoire des guerres de Flandre, traduite de l'italien du cardinal Bentivoglio (Paris, 1634)